# Eulepida minor
Eulepida minor är en skalbaggsart som beskrevs av Moser 1913. Eulepida minor ingår i släktet Eulepida och familjen Melolonthidae. Inga underarter finns listade i Catalogue of Life.